# 亞倫·格里芬

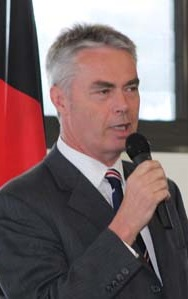

亞倫·格里芬（Alan Griffin，1960年2月23日—）是一位澳洲政治人物 ，他的黨籍是澳洲工黨。自1996年開始，他是布魯斯選區選出的澳大利亞眾議院的議員。他出生在維多利亞州墨爾本。